# 葉上照澄
葉上 照澄（はがみ しょうちょう、1903年8月15日 - 1989年3月7日）は、天台宗の僧侶、千日回峰行大行満大阿闍梨、大僧正。比叡山延暦寺長﨟で初代印度山日本寺竺主および世界連邦日本宗教委員会会長を務めた。世界平和のためには宗派を超えた宗教者の連帯が必要との持論から、世界宗教サミットを発起・開催した。
南海ホークス時代の野村克也の後援会長も務めていた。

## 経歴

### 哲学者から千日回峰行者へ
岡山県赤磐郡石生村原（現在の岡山県和気郡和気町原）の天台宗・元恩寺住職の葉上慈照の長男として生まれる。小学校一年の時、備前 岡山藩主の池田家の寺である金剛山常住寺の弟子となる。
1916年（大正5年）9月、岡山県立岡山中学校に進学し、1920年（大正9年）第六高等学校 (旧制)に首席で入学した。
1926年（大正15年）3月、東京帝国大学文学部哲学科でドイツ哲学（ヨハン・ゴットリープ・フィヒテ）を学び卒業する。
同年、大正大学で専任講師となり、翌1927年（昭和2年）に教授に昇進した。
妻との大恋愛は菊池寛の小説『心の日月』のモデルとなったが、妻に先立たれ、1941年（昭和16年）に岡山県に帰郷する。1942年（昭和17年）、合同新聞（現・山陽新聞社）に入社し、論説委員をつとめる。
1945年（昭和20年）9月2日、ミズーリ号での降伏文書調印式を取材、日本の復興のために若い人を教育するには、まず自分から学びなおす必要があると考え、比叡山に入ることを決意する。
1946年（昭和21年）3月、母が義兄弟の約束を結ばせていた「叡山の傑僧」叡南祖賢に導かれ、比叡山無動寺にこもる。1947年（昭和22年）より千日回峰行に入る。酷い近眼だったが、叡南祖賢から「行者には似合わないから眼鏡を外せ」と言われると、回峰行の最中は一切眼鏡をかけなかった。
1949年（昭和24年）弁天堂の輪番となり、1950年（昭和25年）比叡山高校の校長となる。早朝は回峰行者、朝8時になると白装飾にわらじを履いた行者姿のまま学校の講堂に現れて、学生と共に般若心経を読み、訓示して執務をとると、無動寺坂を登って弁天堂に戻り輪番を務めた。
1953年（昭和28年）9月18日、大行満となる。歴代39人目。その後、十万枚大護摩供、3年間で1000日の運心回峰行、3年間の法華三昧行を達成する。十万枚大護摩供の時は京都府立大の藤原教授が、修行中に起こる生体変化を科学的に調査するというので、当時大変な話題となって報道された。十万枚大護摩供の最中に不整脈が生じて、瞳孔が開いている、極限状態だからすぐに注射が必要という医者の申し出を、仏さんにお誓いしたのだから本望と退けての満行だった。
1957年（昭和32年）9月21日、宮沢賢治の生き方に感銘し、25回忌に合わせ根本中堂前に歌碑を建立発願した。賢治が1921年に延暦寺を参詣した際に詠んだ「ねがはくは　妙法如来正遍知　大師のみ旨成らしめたまえ」の歌が刻まれている。

### 世界宗教サミットを発起
1962年（昭和37年）、東南寺住職としてインドを訪問し、それがきっかけとなってブッダガヤに印度山日本寺が建立されることになり、後に初代竺主となる。
1967年（昭和42年）に世界連邦日本宗教委員会を結成し、会長に就任、ローマ・カトリックとイスラムを和解させようと動く。
1975年（昭和50年）、真言宗・高山寺住職を兼任。世界の宗教史上初めてカトリック・聖フランシスコ教会と兄弟教会になる。
1977年（昭和52年）5月、イスラム教最高審議会の招聘により超宗派使節団長としてエジプトを訪問し、サダト大統領と会談し、帰国後に礼状に添えて、旧約聖書による同じアブラハムの子孫であるユダヤ教、キリスト教、イスラム教の対話を進言した書簡を送った。翌年にはカイロ大学に日本語学科創設に動き、カイロ大生を日本へ招き、寺に泊めて日本を学ばせた。2年後の1979年（昭和54年）にエジプト・イスラエル平和条約が締結された際、シナイ半島返還式典においてイスラム教、ユダヤ教、キリスト教の三教の合同礼拝がおこなわれた。
1978年（昭和53年）7月、ローマ郊外のネミ湖畔で日本バチカン宗教代表者会議が開催され、日本側代表として徳川宗敬神社本庁統理、長沼基之立正佼成会理事長らとともに出席する。会議終了後、ローマ教皇・パウロ6世と接見し、ともに平和のために働くことを誓いあう。その10日後にパウロ6世が急逝するが、パウロ6世の言葉を遺言と受けとめ宗教サミット開催実現に傾注した。
1982年（昭和57年）5月30日、ニューヨーク大聖堂において世界平和を実現するためには、宗教および宗派を超えた協力が必要であるとの法話をする。1984年（昭和59年）にはシナイ山においてアメリカ、イスラエル、エジプト、日本の各宗派参加の合同礼拝を実現させる。
日本国際青年文化協会を設立した時には、第六高等学校、東京帝国大学の仲間だった桜田武（日経連会長）が、「小生が敬愛し、同学の友である葉上照澄大僧正は、宗教者の大悲願である世界平和のため、全世界のもろもろの宗教者が一致協力し、世界宗教連盟を創るべく尽力しております。そのためにまず学生・青年層による世界の伝統文化の交流を志され、インド、エジプトの間で十数年間に及び着実に成果をあげております。我が国が国際社会の一員として友好親善の実をあげるために、本協会の活動が必須条件であると確信するものであります。」と、経済界宛に懇切丁寧な書面をしたため、捺印して支援を要請した。
1985年（昭和60年）、滋賀院門跡門主を拝命。
1987年（昭和62年）比叡山で世界宗教サミットを開催。
1989年（平成元年）3月7日遷化。

## 著書

### 単著
- 『倫理学概説』同文社、1948年
- 『雲海―歌集』初音書房、1961年
- 『道心』春秋社、1971年
  - 『道心 回峰行の体験』(前記の増補版)春秋社、1974年
- 『願心 わが人生を語る』法蔵館、1986年
- 『比叡山のこころ＜カセット＋テキスト＞』朝日新聞社事業開発室、1986年
- 『遊心―21世紀へのメッセージ』善本社、1987年、ISBN 978-4793902055
- 『比叡山のこころ 一隅を照らす』朝日出版社、1988年、ISBN 978-4255880631
- 『回峰行のこころ―わが道心』春秋社、1997年、ISBN 978-4393133224

### 共著
- 『古寺巡礼 京都 15』（井上靖との共著）淡交社、1977年、ISBN 978-4473004758

## 関連書籍
- 高瀬広居著『仏心 : 現代の名僧をたずねて』双葉社、1973年
- 『残照―葉上阿闍梨追悼集』葉上阿闍梨追悼集刊行委員会、1990年、ISBN 978-4793902482
- 高瀬広居 著『仏音 : 最後の名僧10人が語る「生きる喜び」』朝日新聞社、2002年、ISBN 4-02-257769-X
- 横山照泰 編『伝説の葉上大阿闍梨』善本社、2019年、ISBN 978-4793904813
- 『葉上照澄阿闍梨の法音講演録: 令和三年・三十三回忌報恩記念出版』USS出版、2020年、
- 山田恭久編『戦後初の北嶺千日回峰行者　叡南祖賢大阿闍梨　叡南覺範・村上光田・藤光賢・堀澤祖門が語る比叡山の傑僧』善本社、2023年、ISBN　978-4793904912

## テレビ番組
- 「わたしの自叙伝」出演：葉上照澄　〜敗戦と千日回峰行〜NHK